# 타지크 소비에트 사회주의 공화국의 국기

타지크 소비에트 사회주의 공화국의 국기

타지크 소비에트 사회주의 공화국의 국기 (뒷면)

타지크 소비에트 사회주의 공화국의 국기는 1953년 3월 20일에 제정되어 타지키스탄으로 독립한 후인 1992년 11월 25일까지 사용되었다.
빨간색 바탕 왼쪽 상단에는 노란색 별과 낫과 망치가 그려져 있으며, 국기 아래쪽에는 하얀색, 초록색, 빨간색 세 가지 색의 가로 줄무늬가 그려져 있다.

## 이전 국기

1924 ~ 1929년
1929 ~ 1931년
1931 ~ 1935년
1935 ~ 1936년
1936 ~ 1938년
1938 ~ 1940년
1940 ~ 1953년

## 같이 보기
- 소련의 국기
- 소련의 공화국의 국기
- 타지키스탄의 국기